# A Magyarországi Tanácsköztársaság idején létrejött ellenforradalmi kormányok
A Magyarországi Tanácsköztársaság idején létrejött ellenforradalmi kormányok az őszirózsás forradalmat (1918. októbere) követő események hatására elindult ellenforradalmi tevékenység egyik részeként születtek.  1919. március 21-én megszületett a Magyarországi Tanácsköztársaság, ami felgyorsította a jobboldali szervezkedéseket. Április 12-én megalakult az Antibolsevista Comité, május 5-én pedig Károlyi Gyula vezérletével felállt az első ellenforradalmi kormány Aradon. Ezt még három szegedi követte, mígnem a Tanácsköztársaság bukását követően, 1919. augusztus 7-én meg nem alakult Budapesten a (legitim) Friedrich-kormány.
Az ellenforradalmi kormányok a szokásoktól eltérően nevüket vezetőjük helyett megalakulásuk helye után kapták és jogilag illegitimnek számítottak (lévén a Forradalmi Kormányzótanács volt Magyarország törvényes kormánya), azaz árnyékkabinetek voltak.

## Aradi kormány
Az Aradi kormány 1919. május 5-én alakult Aradon Károlyi Gyula vezérletével. Tagjainak többségét az előrenyomuló román hadsereg elfogta és internálta. Károlyi és még néhányan viszont sikeresen a francia megszállás alatt álló Szegedre szöktek.
| Tisztség                            | Név              | Párt/Csoportosulás |
| ----------------------------------- | ---------------- | ------------------ |
| Miniszterelnök                      | Károlyi Gyula    | ?                  |
| Külügyminiszter                     | Bornemisza Gyula | ?                  |
| Belügyminiszter                     | Bartha Ábel      | ?                  |
| Pénzügyminiszter                    | Solymossy Lajos  | ?                  |
| Kereskedelmi miniszter              | Varjassy Lajos   | ?                  |
| Közlekedésügyi miniszter            | Fülöp Béla       | ?                  |
| Földművelésügyi miniszter           | Kintzig János    | ?                  |
| Vallás- és közoktatásügyi miniszter | Barabás Béla     | ?                  |
| Igazságügy-miniszter                | Pálmai Lajos     | ?                  |
| Honvédelmi miniszter                | Szabó Zoltán     | ?                  |
| Népjóléti miniszter                 | Bársony Elemér   | ?                  |
| Közélelmezési miniszter             | Pálossy Dénes    | ?                  |
| Nemzetiségi miniszter               | Hemmen János     | ?                  |

## Első szegedi kormány
Az első szegedi kormány az előrenyomuló román hadsereg elől sikeresen a francia megszállás alatt állt Szegedre menekült aradi kormány néhány tagjából alakult 1919. május 31-én. Az elfogottak helye ekkor még vagy betöltetlen maradt, vagy az Antibolsevista Comité (ABC) valamely tagja töltötte be ideiglenesen.
| Tisztség                            | Név                                           | Párt / Csoportosulás        |
| ----------------------------------- | --------------------------------------------- | --------------------------- |
| Miniszterelnök                      | Károlyi Gyula                                 | ?                           |
| Külügyminiszter                     | Teleki Pál                                    | ?                           |
| Belügyminiszter                     | Kelemen Béla                                  | Antibolsevista Comité (ABC) |
| Pénzügyminiszter                    | Gratz Gusztáv (megérkezéséig Solymossy Lajos) | ?                           |
| Kereskedelmi miniszter              | Varjassy Lajos                                | ?                           |
| Közlekedésügyi miniszter            | ABC tagoknak fenntartva                       | Antibolsevista Comité (ABC) |
| Földművelésügyi miniszter           | Kintzig János                                 | ?                           |
| Vallás- és közoktatásügyi miniszter | betöltetlen                                   | —                           |
| Igazságügy-miniszter                | betöltetlen                                   | —                           |
| Honvédelmi miniszter                | Horthy Miklós                                 | a Nemzeti Hadsereg vezetője |
| Népjóléti miniszter                 | ABC tagoknak fenntartva                       | Antibolsevista Comité (ABC) |
| Közélelmezési miniszter             | ABC tagoknak fenntartva                       | Antibolsevista Comité (ABC) |
| Nemzetiségi miniszter               | Hemmen János                                  | ?                           |

## Második szegedi kormány
A második szegedi kormány 1919. június 6-án alakult és július 12-én adta át helyét a P. Ábrahám Dezső vezetésével megalakult harmadik Szegedi (avagy Nemzeti) kormánynak.
| Tisztség                            | Név             | Párt / Csoportosulás        |
| ----------------------------------- | --------------- | --------------------------- |
| Miniszterelnök, belügyminiszter     | Károlyi Gyula   | ?                           |
| Külügyminiszter                     | Teleki Pál      | ?                           |
| Pénzügyminiszter                    | Solymossy Lajos | ?                           |
| Kereskedelmi miniszter              | Varjassy Lajos  | ?                           |
| Földművelésügyi miniszter           | Kintzig János   | ?                           |
| Vallás- és közoktatásügyi miniszter | Kelemen Béla    | Antibolsevista Comité (ABC) |
| Igazságügy-miniszter                | betöltetlen     | —                           |
| Honvédelmi miniszter                | Horthy Miklós   | a Nemzeti Hadsereg vezetője |
| Népjóléti miniszter                 | betöltetlen     | —                           |
| Közélelmezési miniszter             | Hemmen János    | ?                           |

## Harmadik szegedi kormány
A harmadik szegedi kormány 1919. július 12-én alakult. Ezt a kabinetet nemzeti kormány néven is említik. Ebben Horthy már nem vállalt szerepet, azonban az új miniszterelnök a kormányalakítást követő napon a Nemzeti Hadsereg főparancsnokává nevezte ki „fővezéri” titulussal. A Nemzeti Hadsereg a hadügyminisztérium vezetése alól augusztus 9-én Horthy döntésére kivált, parancsnoksága pedig „fővezérséggé” alakult. A kormány maga a budapesti vezetéssel történt tárgyalásokat követően augusztus 19-én mondott le a Friedrich-kormány javára.
| Tisztség                                                    | Név              | Párt / Csoportosulás        |
| ----------------------------------------------------------- | ---------------- | --------------------------- |
| Miniszterelnök                                              | P. Ábrahám Dezső | ?                           |
| Belügyminiszter                                             | Balla Aladár     | ?                           |
| Külügyminiszter                                             | Teleki Pál       | ?                           |
| Hadügyminiszter                                             | Belitska Sándor  | ?                           |
| Közélelmezési miniszter                                     | Pálmai Lajos     | ?                           |
| Népjóléti és ideiglenes vallás- és közoktatásügyi miniszter | Dömötör Mihály   | ?                           |
| Pénzügyi megbízott                                          | Éber Antal       | ?                           |
| Kereskedelemügyi miniszter                                  | Varjassy Lajos   | ?                           |
| Fővezér                                                     | Horthy Miklós    | a Nemzeti Hadsereg vezetője |